# Minotauria fagei
Minotauria fagei là một loài nhện trong họ Dysderidae.
Loài này thuộc chi Minotauria. Minotauria fagei được miêu tả năm 1970 bởi Kratochvíl.